# Óriás ázsiai imádkozó sáska
Az óriás ázsiai imádkozó sáska (Hierodula tenuidentata) a rovarok (Insecta) osztályába sorolt fogólábúak (Mantodea) rendjében az imádkozó sáskák (Mantidae) családjának egyik faja. A Hierodula transcaucasica néven leírt fajt többnyire ennek szinonimájaként kezelik. 

## Származása, elterjedése
A faj rendszertani helyzete vitatott; tisztázandó, hogy azonos-e a Kaukázusban azonosított Hierodula transcaucasica fajjal. A két fajt korábban az elülső combokon található tüskék színe alapján különböztették meg, de ez nem bizonyult érvényes jegynek. A hím ivarszervek átfogó morfológiai összehasonlítása sem mutatott jelentős különbségeket. A két fajra hagyományosan használt jellemzők változékonyak, mivel egyes populációik egymástól is különböznek. Ezeket a populációkat ideiglenesen egy fajhoz tartozóaknak tekintjük.
Elterjedési területe rendkívül széles, mintegy 18 millió négyzetkilométer — a Szunda-szigetektől Közép-Ázsián át egészen Kelet-Európáig. 
A 21. század elejéig a Fekete-tenger keleti partvidékétől Délkelet-Ázsiáig volt ismert. A Krím-félszigetről 1916-ban került elő az első példány, majd hosszú szünet után a 2000-es évek elején ismét megtalálták. Innen a Fekete-tenger partvidékén terjeszkedett, és emberi közvetítéssel 2007-ben már Görögországban is megjelent. A Balkán-félszigeten szinte valamennyi országában feltűnt állományai valószínűleg Törökországból települtek át.

### Magyarországon
Hazánkban inváziós fajként jelent meg. Az első ismert példányt 2019-ben Zákányszéken találták, majd a következő években továbbiakat azonosítottak. 2020-ban Dél-Budán is észleltek egyet, melyet továbbiakat 2021-ben és 2022-ben. 2021 őszén a Városligetben is találtak nőstény példányokat platánfák törzsén. Stabilan megtelepedett Szegeden és a tőle nyugatra épült kisebb településeken. 2022-ben jelent meg Kiskunhalason. A Dunántúlon (Vértesszőlős belterületén) 2023-ban tűnt fel. 2024-ben találták az első példányt Dávodon. Borsihalmon is feltűnt egy példány 2024 október végén. Novemberben Hódmezővásárhelyen is megjelent.
A terjedési mechanizmusokról különböző elméletek vannak — lehet, hogy Szeged környékiek Szerbiából települtek át. Budapestre valószínűleg emberi közreműködéssel, alighanem az új parkokba behozott dísznövényekkel került petetokja (ootheca). 

## Megjelenése, felépítése
Nagy, látványos külsejű rovar. Teste rendszerint zöld, de időnként barnás vagy sárgás árnyalatú is lehet. Megkülönböztető jegye két feltűnő fehér folt az első pár szárnyán. A Magyarországon őshonos imádkozó sáskánál (Mantis religiosa) erősebb alkatú, a nyakpajzsa rövidebb és szélesebb. Ugyancsak az őshonos imádkozó sáskával ellentétben a fogólábak csípőjének belső oldalán nincsenek sötét foltok.

## Alfajai
Két alfaja:
- Hierodula tenuidentata darvasica (Lindt, 1963)
- Hierodula tenuidentata tenuidentata (Saussure, 1869)

## Életmódja, élőhelye
A gyeplakó és főleg más sáskákat evő imádkozó sáskától eltérően fák és cserjék lombjában él. Nagy étvágyú mindenevő, amely előszeretettel vadászik a levelek közt rejtőző kártevőkre, mint például az invazív poloskákra.
Melegkedvelő, ezért a melegedő éghajlat kedvez terjedésének.

## Szaporodása

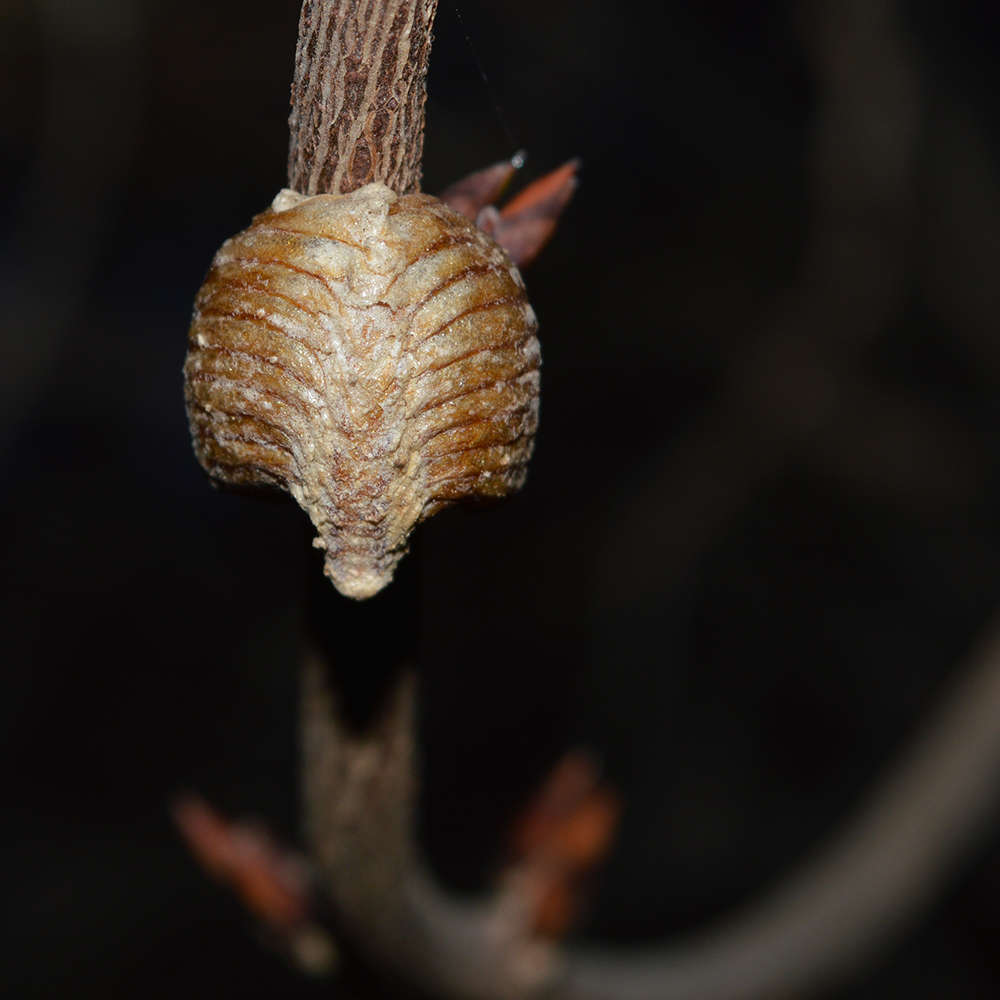
A faj petetokja (ootheca) egy faágon

A nőstényei feromonokkal csalogatják magukhoz a hímeket. Egy megtermékenyített nőstény egyidejűleg akár öt kis petetokot (ootheca) is elhelyezhet, és ezekből akár száz-száz lárva is kikelhet. Legszívesebben a platánfák sima törzsére petézik.
A csalogató feromonok az őshonos imádkozó sáska hímjeit is vonzzák, és ez gátolhatja szaporodásukat.

## Természetvédelmi helyzete
Az enyhe telek segítik az új generációk túlélését Közép-Európában. Magyarországon főleg városokban írták le, ahol a hősziget hatás ugyancsak kedvez neki. Egyelőre tisztázatlan, milyen hatással van, illetve lesz a honos élővilágra.
A Természetvédelmi Világszövetség (IUCN) szerint nem veszélyeztetett. Magyarországon sem védett faj.